# Krabbenhöft-und-Lampe-Gebäude
Das Krabbenhöft-und-Lampe-Gebäude (englisch Krabbenhöft & Lampe Building) ist ein historisches Wohn- und Geschäftshaus in Lüderitz in der Region ǁKaras in Namibia. Es ist seit dem 20. Dezember 1979 ein Nationales Denkmal.
Das 1909 errichtete Gebäude gehört zu einem Ensemble historischer deutscher Kolonialbauten. Es ist im palastähnlichen Stil der Neorenaissance von Friedrich Kramer errichtet worden. Auffallend sind die fünf Dachfenster, die ursprünglich für den Ausbau des Daches als drittes Stockwerk vorgesehen waren. Architekt des Gebäudes war F. Schmidt, der dieses für das älteste Unternehmen im Land, Krabbenhöft & Lampe, und deren Gründer Friedrich Wilhelm Krabbenhöft und Oskar Lampe entwarf.
1913 wurde das Gebäude um einen Anbau erweitert.